# Goppa-code
Een binaire goppa-code, doorgaans alleen goppa-code genoemd, is een foutcorrigerende code. De code is genoemd naar de Russische wiskundige Velerii Denisovich Goppa. In McEliece-cryptografie wordt bijvoorbeeld gebruikgemaakt van binaire goppa-codes. Een binaire goppa-code is niet hetzelfde als een algebraïsche goppa-code.

## Voorwaardes
Er zijn verschillende definities te geven voor een goppa-code. Hier wordt toegewerkt naar een polynomiale definitie. Voordat we dat kunnen doen zijn er enkele parameters nodig. De volgende gegevens zijn gebruikelijk voor een goppa-code:
- Kies {\displaystyle n=2^{m}} met {\displaystyle m\in \{10,11,12\}}.
- De code is gedefinieerd over het lichaam {\displaystyle \mathbb {GF} (n)}. Noem de rij afzonderlijke elementen uit dat lichaam, {\displaystyle a_{1},a_{2},\dots ,a_{n}} lexicografisch geordend.
- Voor het aantal fouten {\displaystyle t} die gecorrigeerd kunnen worden door de code, kiezen we {\displaystyle 2\leq t\leq {\frac {2^{m}-1}{m}}}. Voor {\displaystyle m=11} is bijvoorbeeld {\displaystyle t=32,t=70} of {\displaystyle t=100}.
- Zoek een irreducibele monische polynoom {\displaystyle g\in \mathbb {GF} (2^{m})[x]} van graad {\displaystyle t}.
- Laat {\displaystyle h=\prod _{i}(x-a_{i})\in \mathbb {GF} (n)[x]}.

In dit geval geldt dat {\displaystyle h=x^{n}-x\in \mathbb {GF} (2^{m})[x]}.

## Definitie
Een definitie van de goppa-code {\displaystyle \Gamma }, is nu
{\displaystyle {\Gamma }={\Gamma }(a_{1},a_{2},\ldots ,a_{n},g)=\{c\in \mathbb {GF} (2^{m}):\sum _{i}c_{i}{\frac {h}{x-a_{i}}}\mod g=0\}}
De polynomen {\displaystyle {\frac {h}{x-a_{1}}}{\bmod {g}},{\frac {h}{x-a_{2}}}{\bmod {g}},\ldots ,{\frac {h}{x-a_{n}}}{\bmod {g}}}, kunnen gezien worden als vectoren over {\displaystyle \mathbb {GF} (2)}.
Ze vormen een pariteitscontrole-matrix voor de code {\displaystyle \Gamma }.

## Algoritme van Patterson
In 1975 heeft Patterson een algoritme ontwikkeld om in polynomiale tijd {\displaystyle t} fouten te kunnen corrigeren uit de goppa-code.
Voordat het algoritme weergegeven kan worden, is de definitie nodig van de norm van een polynoom.

### Norm van een polynoom
Voor een polynoom {\displaystyle \phi \in \mathbb {GF} (2^{m})[x]} geldt dat de norm {\displaystyle |\phi |=2^{\deg(\phi )}}, met {\displaystyle \deg(\phi )} de graad van {\displaystyle \phi }.
Bij rationale functies geldt {\displaystyle |{\frac {\phi }{\psi }}|={\frac {|\phi |}{|\psi |}}}. Bijvoorbeeld {\displaystyle |{\frac {x^{3}}{x^{5}-x}}|={\frac {|x^{3}|}{|x^{5}-x|}}={\frac {2^{3}}{2^{5}}}=2^{-2}}.

### Algoritme
Het doel is om maximaal {\displaystyle t} fouten te verbeteren uit eengoppa-code {\displaystyle \Gamma }. We starten met een woord {\displaystyle w\in \mathbb {GF} ^{n}(2)}, met maximaal {\displaystyle t} fouten. Dat betekent dat er een coodewoord {\displaystyle c\approx w} is zodat er in het codewoord hoogstens {\displaystyle t} maal een 1 met een 0 verwisseld is, of andersom.
- Bereken {\displaystyle {\sum _{i}{\frac {w_{i}}{x-a_{i}}}}} over het lichaam {\displaystyle \mathbb {GF} (2^{m})[x]/(g)}. Als deze som nul is in het lichaam, dan zijn er blijkbaar geen fouten in de code. Het algoritme geeft dan output {\displaystyle w}.
- Bereken de wortel van {\displaystyle {\frac {1}{\sum _{i}{\frac {w_{i}}{x-a_{i}}}}}-x} over het lichaam {\displaystyle \mathbb {GF} (2^{m})[x]/(g)}.
- Noem deze berekende wortel {\displaystyle s} en bekijk deze in het lichaam {\displaystyle s\in \mathbb {GF} (2^{m})[x]}. De graad van {\displaystyle s} is kleiner dan {\displaystyle t}.
- De vectoren {\displaystyle (s,1)} en {\displaystyle (g,0)} genereren een rooster {\displaystyle L\subseteq \mathbb {GF} (2^{m})[x]^{2}}.

De norm {\displaystyle |(\alpha ,\beta )|} van een vector {\displaystyle (\alpha ,\beta )\in \mathbb {GF} (2^{m})[x]^{2}} is per definitie gelijk aan de norm van de polynoom {\displaystyle \alpha ^{2}+x\beta ^{2}}.
Zo is de lengte van de vector {\displaystyle (g,0)} gelijk aan {\displaystyle |(g,0)|=|g^{2}|=2^{2t}}.
- Vind met behulp van basisreductie een basis {\displaystyle (\alpha _{0},\beta _{0})} van minimale lengte. Deze zal kleiner of gelijk zijn aan {\displaystyle 2^{t}}.
- Bereken {\displaystyle \epsilon =\alpha _{0}^{2}+x\beta _{0}^{2}}
- Deel door de coëfficiënt van de hoogste macht van x, zodat {\displaystyle \epsilon } monisch wordt.
- Ontbindt {\displaystyle \epsilon } in lineaire factoren van de vorm {\displaystyle (x-a_{i})}. Dit zullen {\displaystyle t} factoren zijn.
- Output {\displaystyle c}, is de gecorrigeerd code {\displaystyle w}, met een correctie op de plaatsen {\displaystyle i}, waar {\displaystyle \epsilon (a_{i})=0}.

Voor een uitgebreid voorbeeld van dit algoritme wordt verwezen naar het artikel van Bernstein.